# SN 2005mw
SN 2005mw – supernowa typu II odkryta 25 czerwca 2005 roku w galaktyce A173744+1109. W momencie odkrycia miała maksymalną jasność 19,20m.